# برغش بن سعيد
سيد برغش بن سعيد آل بو سعيد السلطان الثاني لزنجبار بعد أخيه ماجد بن سعيد وهو الابن السابع للسلطان سعيد بن سلطان من أم من عبيد السلطان، وأصبحت حرة بمجرد ولادته، ولد عام 1252 هـ/ 1837م، وتولى الحكم منذ يوم الاثنين 14 رجب 1287هـ / 10أكتوبر 1870 حتى وفاته في الساعة الثامنة والنصف مساء ليلة الخميس 14 رجب 1305هـ / 26 مارس 1888م، حاز على وسام القديس مايكل والقديس جورج (GCMG) ووسام البرج والسيف العسكري (GCTE) من بريطانيا عند زيارته لها عام 1875م.

نشب خلاف بين السلطان ماجد وأخيه برغش في عام 1859م، وكانت أخته الصغرى السيدة سالمة (وقد غيرت اسمها إلى إميلي رويت بعد هروبها مع زوجها الألماني) وعمرها 15 سنة بذلك الوقت وعملت كسكرتيرة لحزب برغش، ولكن وبمساعدة الطراد الإنجليزي فقد انتهى عصيان برغش بسرعة وتم نفيه إلى بومباي لسنتين. وقد حكم بعد وفاة أخيه ماجد.

## محاولته الانقلاب على الحكم
توفي السلطان سعيد بن سلطان على متن سفينته عند عودته من عمان إلى زنجبار، فتولى قيادة الإسطول ابنه برغش وهو يعلم بأن أخيه الأكبر سيخلف والده بالحكم، ولكنه متيقن بأنه لايعلم عن وفاة والده. لذلك فعند وصوله إلى زنجبار ليلا وبالسر في محاولة للاستيلاء على قصر الحكم في متوني والحصن الموجود بالمدينة، ولكن الحيلة لم يكتب لها النجاح وفشل في فرض سيطرته، فقد عجز عن حشد ما يكفي من الأتباع، إذ أن وزراء أبيه وكبار الشخصيات يميلون للسيد ماجد. وقد ذهب السيد برغش لأخيه السيد ماجد بتفسير زائف لموقفه، فقال له: «إنني نزلت سرا إلى الشاطئ ودفنت جثمان أبي لأن الجثمان كان في حالة مريعة بعد أن ظل سبعة أيام بلا دفن، وليس من اللائق أن يرى الناس الجثمان على هذه الحالة، وقد فكرت في أنني إذا أخبرتك بالنبأ فإنه سينتشر بين الناس في الحال، ولن يستطيع أحد أن يمنعهم من حضور جنازة حاكمهم». فعفا عنه السلطان ماجد، ولكنه قام بمحاولة أخرى عام 1865 للاستيلاء على الحكم وعزل أخيه ماجد وإعلان نفسه كسلطان لزنجبار وبمساعدة الفرنسيين. ولكن ماجد علم بالمخطط قبل حصول الانقلاب، ففر برغش بمساعدة أخته سالمة إلى مزرعة مارسيليا (يملكها أخوهم المتوفى خالد) وحصنها، وجمع حوله الكثير من العرب والأفارقة لحمايتها، لكن السلطان ماجد هاجم السراي بجنود عددهم 5000 بتاريخ 11 ربيع الأول 1276هـ / 14 أكتوبر 1859م بمساعدة الطراد الإنجليزي الذي أمده بالضباط والمدفعية، فهزمه ثم قبض عليه ونفاه إلى بومباي بالهند، فانتقل ببارجة بريطانية إلى بومباي، فأكرمت الحكومة مثواه، ومنحته دارا للسكن، ومعاشا قدره ألفا روبية. فأقام في بومباي ثمانية عشر شهرا، حتى عفا عنه السلطان ماجد بعد ثمانية عشر شهرا وسمح له بالعودة إلى زنجبار.

## حكمه

### تطوير زنجبار

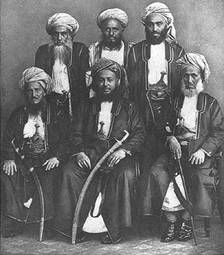
السيد برغش بن سعيد مع وزراءه

ينسب الفضل له بناء وتطوير البنى التحتية لزنجبار وتطوير شبكات المياه، والحمامات العمومية، والشرطة والطرق والحدائق العامة والمستشفيات والمباني الحكومية الضخمة مثل بيت العجايب أو قصر العجائب عام 1883، وقد شجع شركة الملاحة البخارية البريطانية
الهندية (British India Steam Navigation Company) على القيام برحلات بخارية ما بين عدن وزنجبار كل شهر، وتلك الخدمة النوعية نقلت بريد زنجبار إلى أنحاء متعددة من العالم. وبعد افتتاح قناة السويس عام 1869 اتفق مع شركة التلغراف الشرقية (Eastern Telegraph Company) على مد كيبل تحت البحر من عدن إلى زنجبار مقابل التنازل عن جزيرة بيو، وقد تم الأنتهاء من مد الكيبل عام 1879. وافتتح مكتب محلي للبرق وجلب الفنيين من لندن وغوا وبومباي.
وأنشأ في زنجبار مطبعة عربية (المطبعة السلطانية) لطباعة الكتب الدينية والأدبية، وأصلح بعض طرق زنجبار بالحصى، وجلب ماكينة كهرباء لإنارة الشوارع والبيوت.

### الريال البرغشي
تم في عهده إصدار أول عملة محلية تسمى الريال الزنجباري والمشهورة في الخليج بالريال البرغشي، وكان ذلك في عام 1881/1882م واستمرت حتى عام 1908م عندما تغيرت إلى الروبية الزنجبارية. وقد استخدم تلك العملة إلى جوار الريال النمساوي الذي يعادله بالقيمة والروبية الهندية وهي تساوي ½ ريال. وهي مجموعة من المسكوكات النحاسية والفضة والذهب ولا يوجد معها عملة ورقية.

### منعه تجارة الرقيق
لم يرغب السلطان برغش بإغلاق تجارة العبيد الواسعة النطاق في زنجبار حيث كانوا يستخدمون كعمالة في مزارع القرنفل المنتشرة بالجزيرة وذات الأهمية الاقتصادية للسلطنة، ولكن أذعن عندما هدده الإنجليز بحصار بحري، فوافق على إغلاق سوق العبيد في مكونازيني (Mkunazini) وحرم نقل وتجارة العبيد، وأعطى الحماية للعبيد الأحرار عن طريق معاهدتين مع البريطانيين في 5 يونيو 1873 و 14 يوليو 1875. وبالتالي فقد تم منع نقل وتجارة العبيد من وإلى جميع أرجاء السلطنة الممتدة على طول الساحل الأفريقي ابتداء من عام 1878م.

### السياسة الخارجية
وقد يكون آخر سلطان يحافظ على قدر من الاستقلالية الحقيقية عن الهيمنة الأوروبية. قد يكون يأخذ برأي المستشارين الأوروبيين الذين كان لهم تأثير قوي، ولكن مع ذلك لايزال الشخصية المركزية التي كان الكل يتصارع ليتمكن منه. وكان له دهاء دبلوماسي بالتعامل مع كل من بريطانيا وأمريكا وألمانيا وفرنسا والبرتغال، واشتبك مع الألمان في نزاع، وأخذوا يرسلون وكلاءهم ويستحدثون طرقا جديدة في داخل أفريقيا، ففي عام 1885م أعلنت ألمانيا ضمها مايقرب من ستون ألف كم مربع من ممتلكات السلطان برغش في أفريقيا، وقد خضع السلطان للأمر الواقع ووافق على الاستيلاء. ثم صدر تصريح ثلاثي من ألمانيا وفرنسا وبريطانيا بتحديد ممتلكات سلطان زنجبار عام 1886م، وعلى إثر ذلك فقد سلم السلطان إدارة بلاده إلى شركة شرق أفريقيا البريطانية، وإبنه خالد هو الذي حاول الاستيلاء على الحكم وخسر الحرب مع الإنجليز في أقصر حرب والمسماة الحرب الإنجليزية الزنجبارية.
عند استلام برغش الحكم عام 1870، فجأة وبدون مقدمات ولا ذكر للأسباب فقد وضع أخاه الأصغر خليفة بالحبس. وقد عاني هذا المسكين من ثلاث سنوات حبس في زنزانة مفردة ووضعت عليه السلاسل الثقيلة والأغلال، ولم يعرف أحدا ماهي الأسباب الداعية لذلك ولم يكن أحدا يجرؤ على السؤال. وقد يكون السبب هو الخوف من أن يخطط وريثه لعمل انقلاب عليه تماما كما عمل هو مع أخيه ماجد. لم يطلق برغش سراح أخيه إلا عندما نوت إحدى أخواته الحج إلى مكة، فخاف أن تصبه دعوة عليه هناك بالمدينة المقدسة، فطلب من أخته أن تعفو عنه فرفضت إلا بعد أن تم أطلاق سراح أخيه خليفة من الحبس.

## إعصار زنجبار
أتى على زنجبار أضخم اعصار مر في تاريخها وكان يوم 7 صفر 1289هـ / 15 أبريل من سنة 1872، حيث دمر معظم مزارع القرنفل في الجزيرة، ونجت جزيرة بمبا من أسوأ مافي الإعصار وكذلك نجت أيضا معامل القرنفل التي فيها. وقد ذكرها المغيري في جهينة الأخبار كالتالي:

## وفاته
لما ابتلي السيد برغش بداء السل أشير عليه أن يستحم بماء حار بعمان، فرحل إليها واستحم بالعين الحارة التي اشير اليه بالذهاب لها، فلم يستفد منها بشيء فهم بالعودة لزنجبار. فعلم أخوه السلطان تركي بن سعيد بشدة مرضه، فأراد الحجر عليه ومنعه من السفر، لكن زوجة السيد برغش عندما علمت بسريرة السيد تركي، أمرت القبطان بالسفر دون علم السيد تركي. فخرج المركب قبل وصول جند السلطان تركي. وفي طريق العودة توفي السلطان برغش في مركبه بتاريخ 14 رجب 1305هـ / 26 مارس 1888. فواصل المركب سيره إلى زنجبار، ودفن في القبة التي دفن فيها أبوه وأخواه خالد وماجد.

## أسرته
هو الابن السابع من أبناء سعيد بن سلطان، وامه سرية أثيوبية اسمها فاتلة
وله عدة زوجات عدا زوجته السيدة موزة بنت حمد بن سالم البوسعيد (توفيت عام 1918) والتي أنجبت منه التالي:
1. السلطان خالد بن برغش.
2. سيف بن برغش مات في 5 ذي القعدة سنة 1298 / 30 سبتمبر 1882.
3. نونو بنت برغش وتزوجت بالسلطان حمد بن ثويني.
4. علية بنت برغش وتزوجت بعلي بن سالم البوسعيد ولدت عام 1861 - 1898.
5. شريفة بنت برغش وتزوجت عام 1892 من فهد بن تركي البوسعيد.